# American Colonization Society

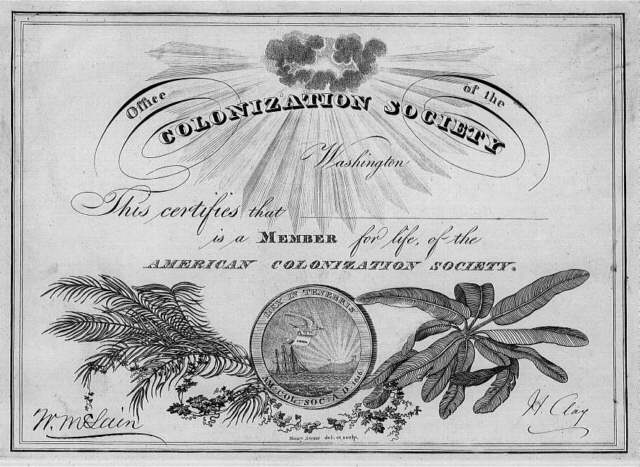
Certificado de membro da American Colonization Society, c. de 1840

A Society for the Colonization of Free People of Color of America (em português:  Sociedade para a Colonização de Pessoas de Cor Livres da América), mais conhecida pela forma American Colonization Society (ACS, em português:  Sociedade Americana de Colonização), foi uma organização fundada em 1816 com o objectivo de instalar na África antigos escravos negros libertos, bem como negros nascidos livres dos Estados Unidos da América. 

## Formação
A American Colonization Society foi criada por Robert Finley, um pastor presbiteriano de Basking Ridge em Nova Jérsei. Na opinião de Finley, os negros, quer fossem escravos libertos ou negros já nascidos livres, não conseguiriam ser integrados na sociedade dos Estados Unidos, razão pela qual deveriam migrar para o continente africano. 
A opinião de Finley não era inédita, pois desde finais do século XVIII que esta era defendida por figuras como o quaker Paul Cuffe, para quem a colonização negra seria uma forma de ajudar a difundir o cristianismo em África. O conceito era também apoiado por alguns líderes negros, como James Forten, homem de negócios de Filadélfia, e Absalom Jones, que não acreditavam ser possível aos negros viver numa sociedade que os excluía.
Em dezembro de 1816, Robert Finley viajou para Washington, D.C., onde conseguiu cativar para o seu projecto o seu cunhado, Elias B. Caldwell, e Francis Scott Key. Nas próximas semanas, os dirigentes adoptaram uma constituição e escolheram como presidente Bushrod Washigton, sobrinho do presidente George Washington.
Nos anos que se seguiram, a Sociedade dedicou-se a reunir os fundos que necessitaria para pagar as viagens para África e para assistir os colonos que ali se fixariam. Este objectivo foi alcançado através da venda aos membros da organização de um certificado de pertença à Sociedade, do apoio de igrejas e até mesmo do Congresso dos Estados Unidos. A organização foi também apoiada pelo Presidente James Monroe, tendo recebido dinheiro das legislaturas dos estados da Virgínia, Maryland, Kentucky, Carolina do Norte e Missouri.
Os membros da Sociedade eram na sua maioria brancos. Alguns eram movidos por um sincero desejo filantrópico, outros temiam fenómenos como o casamento inter-racial, ou a transformação dos negros libertos em ladrões, ou marginais que seriam um peso para a sociedade, entendendo ser melhor enviá-los de volta para a África. 
A Sociedade foi fortemente atacada pelos abolicionistas, entre os quais se achava William Lloyd Garrison, que entendiam que esta reforçava a escravatura no sul dos Estados Unidos, pois pretendia enviar para fora do país os negros que já eram livres. Muitos negros também criticaram a organização, pois pretendiam permanecer nos Estados Unidos como cidadãos de pleno direito.

## Colonização
Em 1818, dois representantes da Sociedade viajaram à costa ocidental de África numa tentativa de aquisição de terras que se revelou um fracasso. 
Em 1820, 88 libertos e 3 membros da Sociedade partiram para a Serra Leoa, fixando-se na ilha de Scherbo, onde muitos deles acabariam por falecer com malária.
Em 1821, um representante da Sociedade, Eli Ayres, viajou para África e com a ajuda de Robert F. Stockton, comandante da marinha americana, comprou terras na área do Cabo Mesurado. Lá fixaram-se os sobreviventes da expedição fracassada da ilha de Scherbo e outros negros dos Estados Unidos, formando uma colónia. A chegada dos colonos não foi bem acolhida pelas tribos negras locais, que realizaram ataques. Em 1824, a colónia recebeu o nome de Libéria ("terra livre"), tendo como capital Monróvia, sendo o nome desta cidade uma homenagem ao Presidente Monroe. Nos vinte anos seguintes, a colónia desenvolveu-se do ponto de vista político e económico, sendo administrada por brancos até 1842. Em 1847, a Libéria declarou a sua independência; hoje cerca de 5% dos habitantes do país são descendentes dos afro-americanos.
A American Colonization Society entrou em decadência na década de 1840. A partir de então, dedicou-se essencialmente a actividades educativas e missionárias. Foi dissolvida em 1964.